# 인천마장초등학교
인천마장초등학교(仁川馬場初等學校)는 대한민국 인천광역시 부평구에 있는 공립 초등학교이다.

## 학교 연혁
| 일시                        | 내용                                                                                               |
| 1997년 3월 1일              | 개교, 초대 이병원 교장 취임                                                                        |
| 2000년 12월 5일             | 인천광역시 학교종합평가 최우수 학교 선정 수상                                                      |
| 2005년 12월 15일            | 학교평가 최우수 학교 선정 수상                                                                     |
| 2008년 10월 20일            | 학교평가 최우수 학교 선정 수상                                                                     |
| 2008년 11월 20일            | 인천광역시교육청지정 학교교육과정평가 시범학교 운영보고회                                          |
| 2008년 12월 24일            | 학교평가 최우수교 선정 교육과학기술부장관 표창                                                     |
| 2009년 5월 11일             | 급식소 증축 및 식당 신축, 화장실 현대화                                                            |
| 2009년 11월 11일            | 인천광역시교육청지정 수업개선 시범학교 운영보고회                                                  |
| 2009년 12월 28일            | 교육과정자율화(100대교육과정) 우수학교 선정 수상                                                   |
| 2010년 12월 31일            | 학교급식 우수교 선정                                                                               |
| 2011년 3월 1일              | 경인교육대학교 교육실습학교 운영 (2016.02.29, 5년간)                                               |
| 2011년 9월 1일              | 제 7대 이성주 교장 부임                                                                            |
| 2011년 9월 5일              | 2011학년도 상반기 학교 교육활동 홍보 우수교 수상                                                   |
| 2011년 10월 22일            | 과학동아리활동 전국대회 초등부 장려상 수상                                                         |
| 2011년 11월 16일            | 유네스코퀴즈대회 인천광역시 최우수 단체상 수상                                                     |
| 2012년 1월 25일             | 운동장 놀이시설 설치                                                                               |
| 2012년 9월 10일             | 인천광역시북부교육지원청 학교스포츠클럽 우수교 수상                                                |
| 2013년 5월 31일             | 과학실(2층) 현대화 사업                                                                            |
| 2013년 7월 9일              | 북부교육지원청 창의인성중심학교 감성교육 행사 주관                                                 |
| 2013년 8월 31일             | 북부교육지춴청 교육장배 스포츠클럽대회에서 다수 입상                                               |
| 2013년 9월 12일             | 큰 꿈 큰 사랑 마장 한마음 큰잔치                                                                   |
| 2013년 11월 26일            | 2013년도 학교평가 우수교 표창 수상 (인천광역시교육감)                                              |
| 2013년 12월 17일            | 교육부 인성교육실천 우수학교 선정                                                                  |
| 2014년 2월 14일             | 제16회 졸업 175명(남 83, 여 92), 졸업생 총 4,366명                                                 |
| 2014년 3월 1일              | 40학급 편성(특수학급 1학급 포함)                                                                   |
| 2014년 10월 1일             | 제15회 전국 119소방동요대회 은상 수상                                                              |
| 2014년 12월 31일            | 2014년 기록물관리 우수기관 표창 수상                                                               |
| 2015년 7월 22일             | 제14회 인천광역시 119소방동요경연대회 최우수상 수상                                                |
| 2015년 9월 1일              | 제8대 마영애 교장 부임                                                                             |
| 2015년 9월 12일             | 인천광역시 교육감배 초 중학교 학교스포츠클럽 대회 농구 2위                                         |
| 2015년 11월 4일             | 제6회 전국 어린이 교통안전 음악 대회 우수상 수상                                                   |
| 2015년 12월 28일            | 2015년 학부모 학교참여 우수사례 공모전 교육부장관상 수상                                           |
| 2016년 4월 24일             | 제5회 인천광역시장기 줄넘기대회 금상,은상,동상                                                     |
| 2016년 5월 25일             | 북부청소년과학탐구토론대회 은상                                                                    |
| 2016년 6월 9일              | 제19회 구강보건의 날 글짓기 공모전 금상                                                            |
| 2016년 6월 20일             | 제36회 인천광역시과학전람회 특상,장려                                                              |
| 2016년 7월 13일             | 제8회 굿네이버스 희망편지쓰기대회 우수,장려                                                        |
| 2016년 7월 17일             | 제15회 119 소방동요 경연대회 금상                                                                  |
| 2016년 7월 18일             | 인천광역시 청소년과학탐구대회 기계공학부문 금상                                                    |
| 2016년 10월 5일             | 제62회 전국과학전람회 특상,장려                                                                    |
| 2016년 10월 28일            | 제3회 아동미술 공모전 은상                                                                         |
| 2016년 11월 17일            | 표어, 포스터, 소방차모형 만들기 부문별 불조심 대회 최우수,우수,장려                                |
| 2016년 11월 18일            | 인천발명아이디어그리기 대회 초등상상화 금상                                                        |
| 2017년 2월 10일             | 제19회 졸업 130명(남 71, 여 60), 졸업생 총 4,792명                                                 |
| 2017년 3월 1일              | 36학급 편성(특수학급 1학급 포함) 운영, 특색있는교육과정 자율학교 지정 운영(2016.3.1.~ 2021.02.28.) |
| 2017년 5월 18일             | 37회 인천광역시학생과학발명품경진대회 장려상                                                       |
| 2017년 6월 13일             | 제15회 푸른 인천 글쓰기 대회 최우수                                                                |
| 2017년 6월 15일             | 제37회 인천광역시과학전람회 특상(농림수산)                                                         |
| 2017년 6월 26일             | 환경사랑 그림 그리기 대회 최우수상(서부교육지원청)                                                 |
| 2017년 7월 3일              | 2017학년도 북부과학토론대회 은상, 2017학년도 북부과학실험대회 금상                                 |
| 2017년 7월 12일             | 제20회 바다그리기 대회 우수상                                                                      |
| 2017년 7월 18일             | 2017년 인천광역시청소년과학탐구대회 기계공학 종목 금상                                             |
| 2017년 9월 22일             | 제63회 전국과학전람회 우수상                                                                       |
| 2017년 9월 27일             | 제1회 교통안전동요 경연대회 금상                                                                   |
| 2017년 11월 11일            | 2017 인천 발명아이디어 그리기 대회 은상(초등상상화부문)                                            |
| 2017년 12월 1일             | 2017 수학여행 체험수기 공모대회 우수                                                               |
| 2018년 1월 4일              | 제20회 졸업 134명(남 72, 여 62), 졸업생 총 4,926명                                                 |
| 2018년 3월 1일              | 34학급 편성(특수학급 1학급 포함) 운영                                                              |
| 2018년 3월 1일              | 경인교육대학교 교육실습협력학교 운영                                                               |
| 2018년 3월 21일             | 학부모 총회 및 학부모 단체 조직                                                                    |
| 2018년 4월 16일             | 제13회 인천광역시 교육감배 학생 바둑대회 초등여자 저학년부 준우승                                  |
| 2018년 4월 23일 ~ 4월 24일  | 과학축제 한마당 실시, 인천용유초와 MOU 체결 및 교류학습                                            |
| 2018년 4월 24일 ~ 4월 27일  | 1, 2, 3, 4학년 현장체험학습                                                                        |
| 2018년 4월 30일 ~ 5월 4일   | 5학년 수학여행(1, 2, 3, 4반/5, 6, 7반)                                                             |
| 2018년 5월 2일 ~ 5월 4일    | 6학년 수학여행                                                                                     |
| 2018년 5월 19일             | 마장가족산행(원적산)                                                                               |
| 2018년 6월 4일              | 제38회 인천광역시학생과학발명품경진대회 특상                                                       |
| 2018년 6월 14일 ~ 6월 15일  | 다문화 교육주간                                                                                    |
| 2018년 7월 4일              | 제17회 119소방동요경연대회 은상                                                                    |
| 2018년 7월 11일             | 타일아트 제작(6학년 학생)                                                                          |
| 2018년 7월 13일             | 제38회 인천광역시 과학전람회 우수상                                                                |
| 2018년 7월 17일             | 2018년도 인천광역시북부교육지원청 교육장배 초등학교 농구대회 남초부 2위                            |
| 2018년 8월 31일             | 석면 철거 및 본관 동 주변 포장                                                                     |
| 2018년 9월 1일              | 제9대 박미봉 교장 취임                                                                             |
| 2018년 9월 20일             | 교원능력개발평가 학부모 공개수업                                                                   |
| 2018년 10월 29일 ~ 11월 2일 | 독서 교육주간                                                                                      |
| 2018년 11월 5일 ~ 11월 9일  | 진로 교육주간                                                                                      |
| 2018년 11월 21일            | 꿈꾸는 마장 재능 발표회                                                                            |
| 2018년 12월 7일 ~ 12월 8일  | 교육과정수립을 위한 교육과정위원회 워크숍                                                          |
| 2018년 12월 10일            | 2018 인천발명아이디어그리기대회 초등 개릭터 부문, 상상화 부문 은상                                 |
| 2019년 2월 15일             | 종업식 및 제21회 졸업식(졸업생 126명)                                                              |
| 2019년 4월 17일             | 도시-농촌 학교 MOU(마장초, 불은초)                                                                 |
| 2019년 6월 4일              | 마장 한마음 큰 잔치                                                                                |
| 2019년 6월 30일             | 제11회 굿네이버스 희망편지쓰기 대회 교육감상 수상                                                  |
| 2019년 8월 31일             | 제37회 전국청소년과학탐구대회 과학토론부문 금상 수상                                               |
| 2019년 11월 6일             | 제10회 인천 어린이 영상 페스티벌 미디어콘테츠상 수상                                               |
| 2020년 1월 3일              | 제22회 졸업 164명(남 88, 여 76), 졸업생 총 5,216명                                                 |
| 2020년 3월 1일              | 31학급 편성(특수학급 1학급 포함) 운영                                                              |
| 2020년 3월 1일              | 특색있는 교육과정 자율학교 지정 운영(2016.3.1.~ 2021.02.28.)                                       |

## 학교 상징
- 교화 - 장미 : 장미처럼 아름다움이 뛰어나고 능동적으로 정렬적인 어린이가 되자.
- 교목 - 소나무 : 소나무처럼 굳센 의지와 지조를 갖추고 늘푸른 미소로 포용할 줄 알며 남에게 배풀줄 아는 참된 사람이 되자.

## 교육 목표
- 가르치고자 하는 인간상 : 미래를 열어가는 창의적인 사람
- 교육 목표

1. 도덕인 : 행동이 바르고 심성이 고운 사람
2. 실력인 : 스스로 탐구하는 슬기로운 사람
3. 건강인 : 몸과 마음이 튼튼하고 굳센 사람